# Американская сказка 2: Фейвел едет на Запад
«Американский хвост 2: Файвел отправляется на Запад» (англ. An American Tail: Fievel Goes West, альтернативное название — «Американская история 2») — американский полнометражный анимационный фильм, созданный студией Amblimation и выпущенный кинокомпанией Universal Studios в 1991 году; сиквел мультфильма Дона Блута «Американский хвост».
Вначале снять продолжение «Американского хвоста» было предложено Дону Блуту — режиссёру оригинального мультфильма. Однако Блут и Спилберг не сошлись в вопросе финансирования картины, и Блут отказался делать сиквел. После основания студии Amblimation «Американский хвост 2» стал её первым проектом. Мультфильм был запущен в производство в мае 1989 года и стал режиссёрским дебютом Саймона Уэллса и Фила Ниббелинка. В отличие от первой части, «Американский хвост 2» носит более комический и пародийный характер.
Премьера фильма состоялась 22 ноября 1991 года, одновременно с кинотеатральной премьерой диснеевского мультфильма «Красавица и Чудовище».

## Сюжет
Коварный кот Уол заманивает мышей, в том числе и семейство Мышкевичей, на Дикий Запад, обещая им там лучшую жизнь, чем в Нью-Йорке. Мыши верят и отправляются туда на поезде. Однако жизнь в маленьком городке оказывается не так хороша, как ожидалось. Тем временем кот Уол строит гигантскую мышеловку, чтобы сделать из мышей гамбургеры. Для того, чтобы нарушить планы Уола, мышонку Файвелу нужно объединить усилия с некогда знаменитым псом Уайли Берпом.

## Персонажи
- Файвел Мышкевич (англ. Fievel Mousekewitz) — непоседливый мышонок в красной рубахе без застёжек, синих штанах и ковбойской шляпе, сменившей синий картуз, который был у него в первой части. Роль озвучивал Филипп Глассер.
- Папа Мышкевич (англ. Papa Mouskewitz) — отец Файвела, глава семьи. Роль озвучивал Нехемия Персофф.
- Мама Мышкевич (англ. Mama Mouskewitz) — мать Файвела. Роль озвучивала Эрика Йон.
- Таня Мышкевич (англ. Tanya Mouskewitz) — старшая сестра Файвела. Роль озвучивала Кэти Кавадини.
- Тигр (англ. Tiger) — большой добрый кот-вегетарианец, друг Файвела и всей семьи Мышкевичей. Роль озвучивал Дом ДеЛуис.
- Кот Уол (англ. Cat R. Waul) — хитрый кот в деловом костюме. Главный злодей. Роль озвучивал Джон Клиз.
- Чула (англ. Chula the Tarantula) — тарантул, приспешник кота Уола. Роль озвучивал Джон Ловитц.
- Сладкий Вильям (англ. Sweet William) — бандитского вида злобный кот, главарь уличных котов. Часто хитростью вовлекается котом Уолом в разные мероприятия.
- Мисс Китти (англ. Miss Kitty) — кошка, певица из салуна, девушка Тигра. Роль озвучивала Эми Ирвинг.
- Уайли Берп (англ. Wylie Burp) — пёс, некогда знаменитый шериф. Роль озвучивал Джеймс Стюарт.

Кэти Кавадини изначально была нанята, только чтобы спеть все вокальные партии Тани, а речь Тани была поначалу озвучена другой актрисой. Спилберг, прослушав пробный вокал Кавадини, решил что она должна озвучить всю роль Тани целиком.

## Саундтрек
Музыкальное сопровождение к «Американскому хвосту 2», как и к первой части, написал Джеймс Хорнер. Саундтрек был записан Лондонским симфоническим оркестром и издан в виде альбома 19 ноября 1991 года.

### Список композиций
1. Dreams to Dream (finale version): Линда Ронстадт (4:42)
2. American Tail Overture (main title) (7:09)
3. Cat Rumble (7:29)
4. Headin' Out West (2:36)
5. Way Out West (1:47)
6. Green River / Trek Through the Desert (5:44)
7. Dreams to Dream (Tanya’s version): Кэти Кавадини (2:34)
8. Building a New Town (2:44)
9. Sacred Mountain (2:23)
10. Reminiscing (2:13)
11. The Girl You Left Behind (1:42)
12. In Training (1:50)
13. The Shoot-Out (5:29)
14. A New Land — The Future (8:16)

## Критика
Фильм получил смешанный приём у кинокритиков. По версии сайта Rotten Tomatoes, рейтинг кинокритиков «Американского хвоста 2» составляет 40 %. Роджер Эберт дал фильму две с половиной звезды из четырёх. Сравнивая «Американский хвост 2» с «Красавицей и чудовищем», он писал, что если последний мультфильм открывает новые горизонты в анимации и направлен на аудиторию всех возрастов, то «Американский хвост 2» — более традиционный детский мультфильм, повторяющий то, что уже использовалось ранее. Стивен Холден из New York Times писал, что в фильме мало повествования и он представляет собой просто серию приключений. «В то время, как качество анимации выше среднего, изображение Американского Запада удивительно скучное».

## Номинации
В 1992 году мультфильм номинировался на премию «Золотой глобус» в категории «Лучшая песня» (Dreams to Dream). Награду в итоге получил мультфильм «Красавица и Чудовище».

## Дополнительно
- Сборы в США: $22 166 041
- Сборы в мире: $18 600 000
- Слоган: «Look out pardners, there’s a new mouse in town!»